# Tropiquarium de Servion
 (septembre 2016).
Si vous disposez d'ouvrages ou d'articles de référence ou si vous connaissez des sites web de qualité traitant du thème abordé ici, merci de compléter l'article en donnant les références utiles à sa vérifiabilité et en les liant à la section « Notes et références ».
 (septembre 2016).
Le  Tropiquarium de Servion est un parc zoologique situé en Suisse sur le territoire de la commune de Servion, à proximité de Lausanne.

## Historique
Ouvert en 1979 sous la raison sociale « Parc ornithologique de Servion », le parc s'établit sous l'enseigne Tropiquarium de Servion en 2003 et se spécialise en herpétologie tropicale. Un pavillon pour les manchots du Cap (Spheniscus demersus) fut créé en 2007, en 2009 un pavillon sur les énergies renouvelables, puis un dôme en 2014 pour accueillir un couple de varans de Komodo (Varanus komodoensis).
Le parc est voisin du Zoo de Servion, ouvert en 1974.

## Conservation
Le parc animalier collabore avec d'autres zoos en Europe et participe au maintien et à la sauvegarde d'espèces menacées. Il présente différentes espèces d'animaux menacées :
- un couple de dragons de Komodo (Varanus komodoensis)
- un couple de crocodiles du Siam (Crocodylus siamensis)
- des tortues géantes des Galapagos (Geochelone nigra)
- un groupe d'iguanes rhinocéros (Cyclura cornuta)
- des martins de Rohtschild (Leucopsar Rothschild)[5].